# 许文远
许文远（Khaw Boon Wan，1952年—），新加坡華裔政治人物，曾任卫生部长、国家发展部长、基础建设统筹部长兼交通部长，以及执政党人民行动党的党主席。2005年，成功的解决全国肾脏基金（NKF）的丑闻事件，后再任为基础建设统筹部长解决全国地铁服务延误的事件。他也是新加坡目前为止唯一一位基础建设统筹部长。
2020年6月26日，从政19年的许文远宣布不再上阵大选，退出政坛。

## 生平
1952年12月8日在马来亚檳城出生，年輕時就讀檳城锺靈國民型華文中學。1973荣获新加坡哥伦坡计划奖学金赴澳洲纽卡斯尔大学深造。1977年毕业加入新加坡公共行政部门。1992年任吴作栋总理的机要秘书。1995年任贸工部常任秘书。

## 政治生涯
2001年当选为丹戎巴葛集选区国会议员，后在2006年的大选中继续当选三巴旺集选区国会议员，并在2011年和2015年两届大选中当选连任该职至2020年。2003年接任林勋强成为卫生部代部长并成功对抗SARS（非典型肺炎）的爆发。2004年8月，李显龙总理再任命他为正任卫生部长。2011年，许文远转任国家发展部长。2015年，许文远再转任基础建设统筹部长兼交通部长。

## 個人生活
许文远育有三个女儿。

## 轶事
许文远因长相与喜剧演员程旭辉相似，常被公众调侃两人是双胞胎。